# Hoplitis praestans
Hoplitis praestans is een vliesvleugelig insect uit de familie Megachilidae. De wetenschappelijke naam van de soort is voor het eerst geldig gepubliceerd in 1893 door Morawitz.